# William Snyder (fotograf)
William Snyder je americký fotoreportér a bývalý kameraman pro The Dallas Morning News.

## Životopis
Snyder získal Pulitzerovu cenu za žurnalistiku v roce 1989 spolu s reportérem Davidem Hannersem a umělkyní Karen Blessenovou za zvláštní zprávu o havárii letadla z roku 1985, následném vyšetřování a důsledcích pro leteckou bezpečnost. V roce 1991 získal Pulitzerovu cenu za fotografii za snímky nemocných a osiřelých dětí žijících v zoufalých podmínkách v Rumunsku. V roce 1993 Snyder a Ken Geiger získali Pulitzer Prize for Spot News Photography za fotografickou dokumentaci letních olympijských her 1992 ve španělské Barceloně. Jako fotografický ředitel dohlížel na reportáž fotografického týmu Morning News z roku 2006 o hurikánu Katrina, která také získala Pulitzerovu cenu. Na jaře roku 2008 Snyder převzal funkci v The Dallas Morning News a vrátil se ke své alma mater, Rochester Institute of Technology, kde nyní (2020) předsedá programu Photojournalism BFA.